# پس کوهک
پس کوهک، روستایی از توابع بخش ارژن شهرستان شیراز در استان فارس ایران است.

## جمعیت
این روستا در دهستان قره چمن قرار دارد و براساس سرشماری مرکز آمار ایران در سال ۱۳۸۵، جمعیت آن ۱۲۰ نفر (۲۷خانوار) بوده‌است.